# Marek Karpinski
Pour les articles homonymes, voir Karpinski.
Marek Karpinski est un informaticien et mathématicien connu pour ses recherches en théorie d'algorithmes et leurs applications, en optimisation combinatoire, en théorie de la complexité et en fondations mathématiques d'informatique. Il a fait des recherches et de l'enseignement dans diverses universités européennes et américaines. Il est le lauréat de plusieurs prix de la recherche dans ces domaines.
Actuellement professeur d'informatique à l'université de Bonn, il y est directeur du groupe d'algorithmique et membre de la Bonn International Graduate School in Mathematics et du Centre Hausdorff pour les mathématiques.